# LG G4
LG G4 — це Android-смартфон, розроблений компанією  LG як частина серії LG G. Представлений 28 квітня 2015 року та вперше випущений у Південній Кореї 29 квітня 2015 року та широко випущений у червні 2015 року як наступник G3 2014 року.. G4, насамперед, є еволюцією G3, з переробками його загального дизайну, дисплею та камери.
G4 отримав від змішаних до позитивних відгуків; хвалили якість дисплея, камеру та загальну продуктивність G4, критики схарактеризували G4 як надійний пристрій, який не містить достатньо істотних змін або інновацій у порівнянні зі своїм попередником, щоб виділити пристрій на тлі основних конкурентів, але міг би привернути увагу до потужності, користувачам, яким потрібен смартфон із розширюваною пам’яттю та знімною батареєю, через виключення цих функцій із головного конкурента Samsung Galaxy S6.
Пристрій також став предметом критики через випадки збою апаратного забезпечення, викликаного виробничими дефектами, названими «bootloop», що дійшло до групового позову, поданим у березні 2017 року.

## Історія
LG G4 був представлений 28 квітня 2015 року на презентації, котра проходила одночасно в Нью-Йорку, Лондоні, Парижі, Сингапурі, Сеулі та Стамбулі. Головною відмітною особливістю нового флагмана від попереднього став дисплей, побудований на основі квантових точок, а також шкіряна обробка задньої кришки.

## Технічні характеристики

### Дизайн
Дизайн G4 є еволюцією G3, в ньому збережено такі елементи, як розташована ззаду кнопка гучності та кнопки камери. Доступно кілька варіантів задньої панелі, зокрема пластикові панелі з ромбовим малюнком і пластикові панелі, вкриті шкірою, прошиті посередині. Доступно шість кольорів шкіри. В Україні моделі зі шкіряними панелями були доступні лише в 3 кольорах: червоний, чорний і коричневий.

### Екран, процесор, батарея
G4 оснащений 5,5-дюймовим (140 мм) дисплеєм «Quantum IPS» 1440p, який, за словами LG, забезпечить кращу контрастність, точність кольорів та енергоефективність у порівнянні з іншим дисплеєм, який саме, LG не вказав. G4 використовує шестиядерний Snapdragon 808 з 3 ГБ оперативної пам’яті, що складається з чотирьох малопотужних ядер Cortex-A53 і двох ядер Cortex-A57.
G4 містить знімний акумулятор ємністю 3000 мА·г і підтримує технологію Qualcomm Quick Charge 2.0 із сумісним адаптером змінного струму, який не входить у комплект. G4 поставляється з 32 ГБ пам’яті з можливістю розширення обсягу доступного сховища за допомогою карти microSD розміром до 2 ТБ.

### Камера

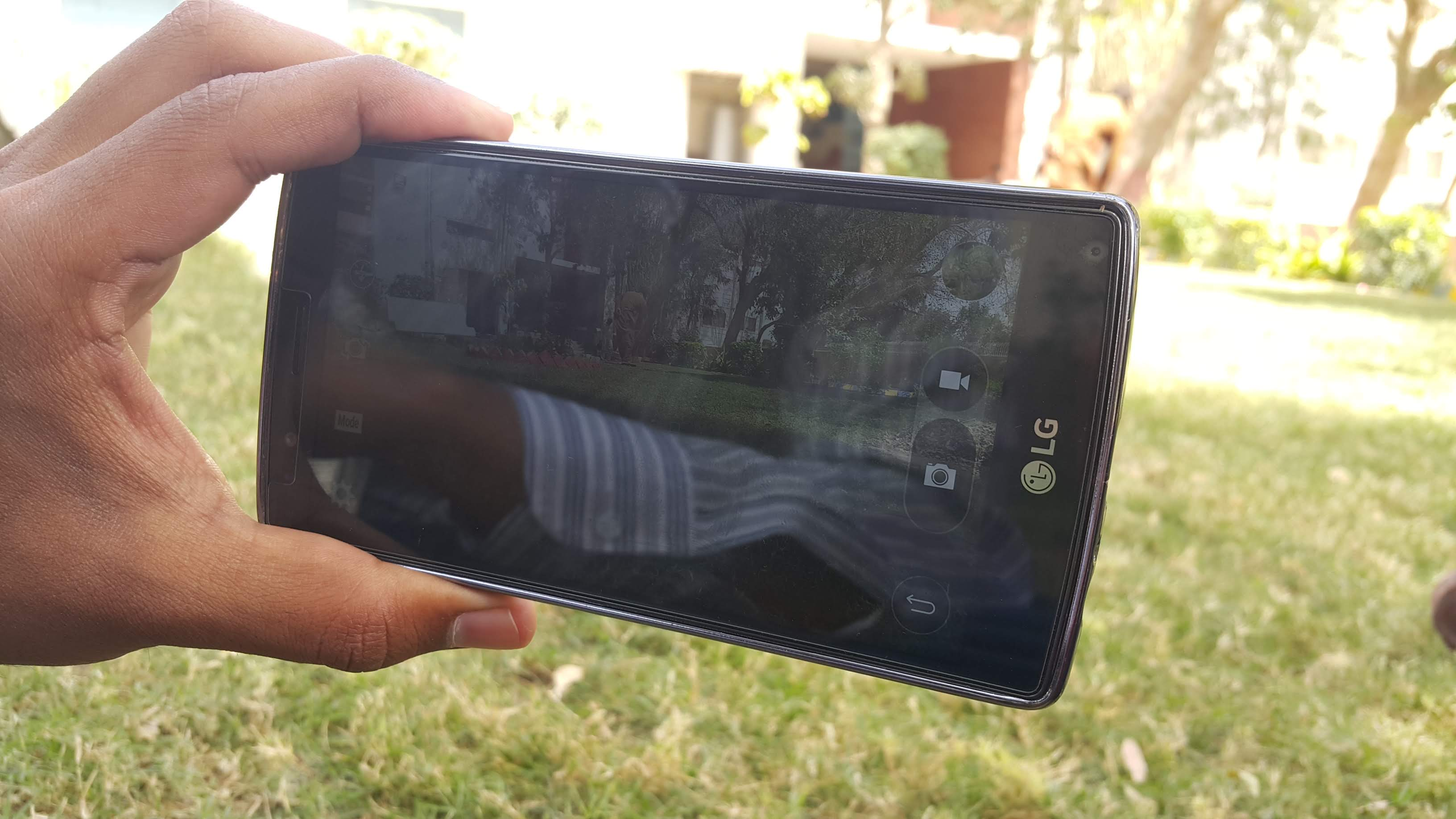
Увімкнута камера

Задня камера оснащена 16-мегапіксельним сенсором з діафрагмою f/1.8, інфрачервоним активним автофокусом, трьохосьовою оптичною стабілізацією зображення і світлодіодним спалахом. «Датчик колірного спектра RGB» розташований під спалахом, який аналізує навколишнє освітлення для оптимізації балансу білого та кольору спалаху для створення більш природних зображень., Фронтальна камера 8-мегапіксельна з діафрагмою f/2.0.
У той час як основна камера може записувати відео з роздільною здатністю 2160p (4K) із 30 кадрами в секунду та 720p (HD) зі 120 кадрами в секунду, 1080p (Full HD) нетрадиційно обмежено 30 кадрами в секунду, а не 60 кадрами в секунду, як у конкуруючих мобільних телефонів, таких як Samsung Galaxy S6, HTC One M9 та iPhone 6.

### Програмне забезпечення
G4 постачається з ОС Android 5.1 «Lollipop», хоча загальний досвід користувача відносно подібний до G3. Програмне забезпечення камери було оновлено за допомогою підтримки необроблених зображень (RAW), а також нового ручного режиму, який пропонує можливість регулювати фокус, витримку, ISO та баланс білого. За бажанням, фотографію можна зробити автоматично, двічі клацнувши кнопку нижньої гучності, коли екран вимкнено. Функція «Перегляд погляду» дозволяє користувачам переглядати сповіщення, коли дисплей вимкнено, перетягуючи вниз.
14 жовтня 2015 року LG оголосила, що G4 буде оновлено до Android 6.0 «Marshmallow», а його вихід у Польщі почнеться наступного тижня. після чого йдуть релізи в інших європейських країнах, Південній Кореї та в США на версії оператора Sprint. Він додав нові функції, такі як «Google Now on Tap», що дозволяє користувачам здійснювати пошук у контексті інформації, яка зараз відображається на екрані, і «Doze», яка оптимізує використання акумулятора, коли пристрій не використовується фізично. До лютого 2016 року він набув більшого поширення, наприклад, у Канаді. Android 7.0 «Nougat» став доступним для окремих моделей у липні 2017 року.

## Критика
G4 критики зустріли або неоднозначно або позитивно. The Verge вважають, що G4 може сподобатися досвідченим користувачам, які відчули відсутність слота для карт пам'яті та змінних акумуляторів у нещодавно випущеному Samsung Galaxy S6. Дисплей похвалили за покращену точність кольорів та енергоефективність у порівнянні з G3, зауваживши, що він «такий же хороший, якщо не кращий», ніж S6. Задню камеру G4 похвалили за її якість і відтворення кольорів, а також за «повний» ручний режим і «незвичайну» здатність зберігати RAW зображення, але було відзначено, що його автофокус іноді не сфокусувався або займав багато часу для досягнення фокусування, і що ручний режим не пропонував регулювання насиченості або різкості. Програмне забезпечення LG критикували за те, що воно майже не змінилося в порівнянні з G3, а також за те, що він має такі недоліки, як повзучість функцій і «потворна» естетика. G4 отримав 7,9 з 10, з висновком, що «насправді він функціонує чудово, але ви не побачите його в руках у кожної людини на державному ярмарку цього літа»."
Продуктивність LG G4 була протиставлена пристроям, які використовують Qualcomm Snapdragon 810 (наприклад, LG G Flex 2), який, як відомо, мав проблеми з перегрівом. Ars Technica вважає, що потреба динамічно знижувати частоту ЦП для запобігання перегріву негативно вплинула на продуктивність 810, стверджуючи, що в результаті Snapdragon 808 G4 в деяких випадках працював краще, ніж 810 (представлений у порівняльному тестуванні HTC One M9), але процесор Exynos Galaxy S6 мав кращу загальну продуктивність, ніж два чипи Snapdragon у тестах. Вважаючи камеру найкращою частиною пристрою, Ars Technica дійшла висновку, що G4 був «досконало компетентним смартфоном, але насправді не виділяється»."

## Технічні проблеми

### Проблеми з сенсорним екраном
Деякі користувачі повідомили про невідповідності в роботі сенсорного екрану G4, причому деякі пристрої, зокрема американські варіанти T-Mobile і Verizon, мають проблеми з реєстрацією швидких натискань і гортань. У червні 2015 року LG випустила оновлення, щоб усунути проблему у своїй програмі для клавіатури, а потім Verizon випустила основне оновлення OTA в листопаді 2015 року, щоб усунути проблеми з сенсорним екраном та вирішити інші проблеми з пристроєм.

### Збій апаратного забезпечення "Bootloop"
У січні 2016 року LG підтвердила, що деякі пристрої G4 мали виробничий дефект, який зрештою призвів до того, що вони ввійшли в цикл перезавантаження, який не можна було відновити, в результаті «втрати контакту між компонентами». Компанія заявила, що відремонтує або замінить пошкоджені пристрої за гарантією безплатно.
У березні 2017 року проти LG Electronics було подано колективний позов у американському штаті Каліфорнія, в якому стверджується, що, попри визнання проблеми, LG продовжувала виробляти пристрої G4 та її дочірньої моделі, V10, з дефектом та розповсюджувати телефони, які можуть мати дефекти якості гарантійної заміни. У позові зазначалося, що LG не відкликала або «не запропонувала адекватний засіб правового захисту споживачам», які придбали дві моделі, а також не надала жодного засобу правового захисту для пристроїв, на які не поширювався однорічний гарантійний термін. Позов так і не був засвідчений як колективний і був направлений до арбітражу. У січні 2018 року LG погодилася виплатити учасникам судового процесу 700 доларів кредиту на покупку смартфона LG або 425 доларів. Оскільки позов не було засвідчено як колективний, споживачі, які фактично не брали участі в судовому процесі, не отримали жодної оплати.